# マーベラス (企業)
株式会社マーベラス（英: Marvelous Inc.）は、東京都品川区東品川に本社を置き、オンラインゲーム・ゲームソフト・アニメソングの企画・制作・販売を主な事業内容とする日本の企業および同社のレコードレーベル。コンピュータエンターテインメント協会・日本アミューズメント産業協会・日本オンラインゲーム協会正会員。アニメやコミック等の知的財産権を活用した幅広いコンテンツの創出・制作を得意としている。東京証券取引所プライム市場上場企業。JPX日経中小型株指数の構成銘柄の一つ。
CD・映像ソフトのパッケージにはレーベルとして「MARVELOUS!」、アニメなどで主題歌の発売元をクレジット表記される際は、「株式会社マーベラス」とそれぞれ表記している。

## 概要
1997年6月25日、セガ・エンタープライゼス（現・セガ）のキャラクター部で商品化獲得営業をしていた中山晴喜がキャラクター資産を活用したビジネスを行う目的で株式会社マーベラスエンターテイメントを設立。
2011年10月1日、元セガ代表取締役社長である中山隼雄が設立したAQインタラクティブ（旧キャビア）とライブウェアの2社を吸収合併し、商号を株式会社マーベラスAQL（マーベラスエーキューエル）に変更。
2014年7月1日、社名を現社名である株式会社マーベラスに変更。『「驚き」と「感動」を世界に届ける新しいエンターテイメントの創造』を経営理念としている。

## 沿革
- 1997年（平成9年） 
  - 6月25日 - 資本金5000万円で東京都港区元赤坂に設立。
  - 9月 - 港区赤坂に本社を移転。
  - 10月 - ゲームソフトの音楽CDを発売し音楽事業を開始。
- 1998年（平成10年）10月 - テレビアニメのビデオソフトを発売し映像事業に進出。
- 1999年（平成11年）
  - 8月 - 業務用ゲームソフトの販売を開始し、ゲームソフト事業を開始。
  - 11月 - 家庭用ゲームソフトの発売を開始。コンシューマゲーム事業へ進出。
- 2000年（平成12年）
  - 3月 - 港区南麻布に本社を移転。株式会社キャビアを設立。
  - 7月 - アミューズメント事業を開始。
- 2001年（平成13年）
  - 7月 - 著作権・出版権管理事業を分社化し、100%出資でマーベラス音楽出版を設立。
  - 12月 - 自社制作アニメのビデオソフトを発売。
- 2002年（平成14年）11月 - JASDAQ上場。株式会社キャビア、株式会社スカラベを子会社化。
- 2003年（平成15年）
  - 3月 - 当時ビクターエンタテインメント（初代法人、後のJVCケンウッド・ビクターエンタテインメント → ビクターエンタテインメント〈二代目法人〉）傘下であったビクターインタラクティブソフトウエア（旧：パック・イン・ビデオ）を連結子会社化。商号をマーベラスインタラクティブに変更。
  - 9月 - マーベラスインタラクティブを完全子会社化。
- 2004年（平成16年）
  - 4月 - 東京都渋谷区恵比寿に本社を移転。
  - 5月 - 株式会社キャビア、株式会社アートゥーンを連結子会社化。
  - 6月 - 株式会社マーベラスライブウェア（株式会社ライブウェア）を設立。
  - 12月 - イギリスにおいて、Rising Star Games Limitedを設立。
- 2005年（平成17年）
  - 3月 - 東京証券取引所2部上場。株式会社キャビア、株式会社スカラベを完全子会社化し、商号を株式会社フィールプラスに変更。
  - 4月 - 株式会社マーベラススタジオ（現：株式会社デルファイサウンド）を設立。
  - 5月 - アメリカ合衆国において、Marvelous Entertainment USA, Inc.を設立。
  - 6月 - 株式会社マーベラスライブウェアの商号を株式会社ライブウェアに変更。株式会社キャビア、株式会社アートゥーンを完全子会社化。
  - 10月 - 株式会社キャビア、商号を株式会社AQインタラクティブに変更。
- 2006年（平成18年）4月 - 有限会社アートランド（現：株式会社アートランド）、有限会社ランタイム（現：株式会社ランタイム）を完全子会社化。
- 2007年（平成19年）
  - 4月 - マーベラス音楽出版を吸収合併。
  - 6月 - マーベラスインタラクティブを吸収合併。アミューズメント施設の内、5店舗を株式会社マッドを会社分割で設立の上、株式会社マッド全株式をアトラス（旧社）へ譲渡[14]。株式会社AQインタラクティブ、XSEED JKS, Inc.を連結子会社化。
  - 7月 - 残るアミューズメント施設3店舗を株式会社ザ・サードプラネット（後の株式会社サードプラネット）へ譲渡し、アミューズメント施設事業から撤退[15]。株式会社AQインタラクティブ、アミューズメント事業を開始。
- 2008年（平成20年）
  - 3月 - 株式会社AQインタラクティブ、東証2部に上場。
  - 4月 - 株式会社ランタイムを吸収合併。
  - 5月 - AQインタラクティブ、株式会社マイクロキャビンを連結子会社化。
  - 7月 - 株式会社ライブウェア、株式会社ライブシステムズを子会社化。
- 2009年（平成21年）
  - 4月 - AQインタラクティブ、ネットワークコンテンツ事業を開始。株式会社リンクシンクを連結子会社化。
  - 7月 - 東京都品川区東品川に本社を移転。
  - 11月 - 株式会社リンクシンクを完全子会社化。
- 2010年（平成22年）1月 - 株式会社デルファイサウンド、Rising Star Games Limitedの全株式をThunderful（英語版）に譲渡。
- 2011年（平成23年）
  - 1月 - 株式会社マイクロキャビンの株式を譲渡し連結除外。
  - 3月 - 株式会社ライブウェア、株式会社デルファイサウンドを子会社化。
  - 8月 - AQインタラクティブ、株式会社キャビア、株式会社アートゥーン、株式会社フィールプラス3社を吸収合併。
  - 10月 - 株式会社AQインタラクティブと株式会社ライブウェアを吸収合併。商号を株式会社マーベラスAQLに変更。
- 2012年（平成24年）
  - 4月 - イギリスにおいて、MAQL Europe Limited（現：Marvelous Europe Limited）を設立。
  - 11月1日 - 東京証券取引所1部へ指定替え。
- 2013年（平成25年）
  - 3月31日 - Index Digital Media,Inc.から北米におけるオンラインゲーム事業を譲受[16]。
  - 5月6日 - アメリカの子会社であるXSEED JKS, Inc.の商号をMarvelous USA,Inc.に変更[17]。
- 2014年（平成26年）7月1日 - 商号を株式会社マーベラスに変更。
- 2015年（平成27年）
  - 4月1日 - 株式会社アートランドを吸収合併[18]。
  - 株式会社ジー・モードを子会社化[19]。
  - 6月 - 株式会社エンタースフィアの全株式を譲渡。
- 2017年（平成29年）
  - 4月 - 株式会社リンクシンクを吸収合併。
  - 5月 - 株式会社HONEY PARADE GAMESを設立。
- 2019年（令和元年）6月18日 - 同日の定時株主総会をもって中山晴喜（代表取締役会長兼社長CEO）が退任。後任として、許田周一（同日まで取締役副会長・執行役員）が代表取締役に就任。なお中山は体調不良が続いている為に同日をもってマーベラス社の経営を離れ、休養に専念する[20]。
- 2020年（令和2年）5月25日 - 中国・テンセント子会社のImage Frame Investmentとの業務資本提携を発表。第三者割当増資を行うとともにアミューズキャピタル・中山隼雄の賛同を得る形で保有株式の譲渡を行い、Image Frame Investmentが発行済み株式20%を保有する筆頭株主に、マーベラスはテンセントの持分法適用会社になる。今後協議を経てテンセントグループ入りもあるともしている[21][22]。
- 2021年（令和3年）8月31日 - 株式会社デルファイサウンドの全株式をポールトゥウィン・ピットクルーホールディングス傘下のエンタライズ株式会社に譲渡[23]。
- 2022年（令和4年）
  - 4月4日 - 東京証券取引所の市場区分の再編に伴い、市場第一部からプライム市場に移行。
  - 6月21日 - 同日の定時株主総会をもって佐藤澄宣（デジタルコンテンツ事業本部長）が代表取締役社長に就任。前社長の許田周一は取締役会長となる[24]。

## 主な作品履歴

### ゲーム

#### アーケードゲーム・プライズマシン
- WACCA
- キッズアミューズメントマシン『ポケモン』シリーズ
- TRYPOD
- TRYDECK
- TRYCATCH
- 戦え！ドラゴンクエスト　スキャンバトラーズ
- パズドラZ　テイマーバトル

### テレビアニメ

#### 2000年代前半
- ホイッスル!（2002年）
- セイント・ビースト 〜光陰叙事詩天使譚〜（2003年）
- GUNSLINGER GIRL 第一期（2003年）
- 吟遊黙示録マイネリーベ（2004年）
- ジパング（2004年）
- リングにかけろ1（2004年）
- 陸奥圓明流外伝 修羅の刻（2004年）
- BECK（2004年）

#### 2000年代後半
- シュガシュガルーン（2005年）
- ピーチガール（2005年）
- スクールランブル 第一期（2005年）
- 涼風（2005年）
- 蟲師 TVアニメ第1期（2005年） ※OVAおよびTVアニメ第2期からはアニプレックスが製作
- capeta（2005年）
- スクールランブル 第二期（2006年）
- リングにかけろ1 -日米決戦編-（2006年） ※世界大会編はSammyが製作
- エア・ギア（2006年)
- ゴーストハント（2006年）
- はぴねす!（2006年）
- まもって!ロリポップ（2006年）
- 吟遊黙示録マイネリーベwieder（2006年）
- 僕等がいた（2006年）
- Strawberry Panic（2006年）
- School Days（2007年）
- Myself ; Yourself（2007年）
- ケンコー全裸系水泳部 ウミショー（2007年）
- この青空に約束を― 〜ようこそつぐみ寮へ〜（2007年）
- PRISM ARK（2007年）
- あかね色に染まる坂（2008年）
- 恋姫†無双（2008年）
- 真・恋姫†無双 〜乙女大乱〜（2008年）
- GUNSLINGER GIRL 第二期（2008年）
- 伯爵と妖精（2008年）
- 真・恋姫†無双（2009年）
- GA 芸術科アートデザインクラス（2009年）
- 宙のまにまに（2009年）
- タユタマ -Kiss on my Deity-（2009年）
- 11eyes -罪と罰と贖いの少女-（2009年）

#### 2010年代
- いちばんうしろの大魔王（2010年）
- オオカミさんと七人の仲間たち（2010年）
- 祝福のカンパネラ（2010年）
- 俺たちに翼はない（2011年）
- 猫神やおよろず（2011年）
- 星空へ架かる橋（2011年）
- 人類は衰退しました（2012年）
- 閃乱カグラ（2013年）
- やはり俺の青春ラブコメはまちがっている。（2013年）
- 幕末Rock（2014年）
- 東京喰種トーキョーグール（2014年）
- 暁のヨナ（2014年）
- 東京喰種トーキョーグール√A（2015年）
- やはり俺の青春ラブコメはまちがっている。続（2015年）
- ディバインゲート（2016年）
- クオリディア・コード（2016年）
- 刀剣乱舞-花丸-（2016年）
- 続・刀剣乱舞-花丸-（2018年）
- Fate/EXTRA Last Encore（2018年）
- 東京喰種トーキョーグール：re（2018年）
- 千銃士（2018年）
- 神田川JET GIRLS（2019年、KJG PARTNERS[注 1]制作）

#### 2020年代
- ミュークルドリーミー（2020年、製作委員会参加）
- やはり俺の青春ラブコメはまちがっている。完（2020年）
- アクダマドライブ（2020年）
- ミュークルドリーミー みっくす！（2021年、製作委員会参加）
- 吸血鬼すぐ死ぬ（2021年、製作委員会参加）
- 新テニスの王子様 U-17 WORLD CUP（2022年、製作委員会参加）
- キボウノチカラ〜オトナプリキュア'23〜（2023年、製作委員会参加）
- 魔法つかいプリキュア!!〜MIRAI DAYS〜（2025年、製作委員会参加）
- 週刊ラノベアニメ（2025年、製作委員会参加）

### オリジナルビデオアニメ
- 機動新撰組 萌えよ剣（2003年）
- MURDER PRINCESS（2007年）

### 劇場アニメ
プリキュアレギュラーシリーズ映画
- 映画 ふたりはプリキュア Max Heart（2005年）
- 映画 ふたりはプリキュア Max Heart 2 雪空のともだち（2005年）
- 映画 ふたりはプリキュア Splash Star チクタク危機一髪!（2006年）
- 映画 Yes!プリキュア5 鏡の国のミラクル大冒険!（2007年）
- 映画 Yes!プリキュア5GoGo! お菓子の国のハッピーバースディ♪（2008年）
- 映画 フレッシュプリキュア! おもちゃの国は秘密がいっぱい!?（2009年）
- 映画 ハートキャッチプリキュア! 花の都でファッションショー…ですか!?（2010年）
- 映画 スイートプリキュア♪ とりもどせ! 心がつなぐ奇跡のメロディ♪（2011年）
- 映画 スマイルプリキュア! 絵本の中はみんなチグハグ!（2012年）
- 映画 ドキドキ!プリキュア マナ結婚!!?未来につなぐ希望のドレス（2013年）
- 映画 ハピネスチャージプリキュア! 人形の国のバレリーナ（2014年）
- 映画 Go!プリンセスプリキュア Go!Go!!豪華3本立て!!!（2015年）
- 映画 魔法つかいプリキュア! 奇跡の変身!キュアモフルン!（2016年）
- 映画 キラキラ☆プリキュアアラモード パリッと!想い出のミルフィーユ!（2017年）
- 映画 HUGっと!プリキュア♡ふたりはプリキュア オールスターズメモリーズ（2018年）
- 映画 スター☆トゥインクルプリキュア 星のうたに想いをこめて（2019年）
- 映画 ヒーリングっど♥プリキュア ゆめのまちでキュン!っとGoGo!大変身!!（2021年）
- 映画 トロピカル〜ジュ!プリキュア 雪のプリンセスと奇跡の指輪!（2021年）
- 映画 デリシャスパーティ♡プリキュア 夢みる♡お子さまランチ!（2022年）
- わんだふるぷりきゅあ!ざ・むーびー! ドキドキ♡ゲームの世界で大冒険!（2024年[25]）
- 映画 キミとアイドルプリキュア♪ お待たせ!キミに届けるキラッキライブ!（2025年）

プリキュアクロスオーバー映画
- 映画 プリキュアオールスターズDX みんなともだちっ☆奇跡の全員大集合!（2009年）
- 映画 プリキュアオールスターズDX2 希望の光☆レインボージュエルを守れ!（2010年）
- 映画 プリキュアオールスターズDX3 未来にとどけ! 世界をつなぐ☆虹色の花（2011年）
- 映画 プリキュアオールスターズNewStage みらいのともだち（2012年）
- 映画 プリキュアオールスターズNewStage2 こころのともだち（2013年）
- 映画 プリキュアオールスターズNewStage3 永遠のともだち（2014年）
- 映画 プリキュアオールスターズ 春のカーニバル♪（2015年）
- 映画 プリキュアオールスターズ みんなで歌う♪奇跡の魔法!（2016年）
- 映画 プリキュアドリームスターズ!（2017年）
- 映画 プリキュアスーパースターズ!（2018年）
- 映画 プリキュアミラクルユニバース（2019年）
- 映画 プリキュアミラクルリープ みんなとの不思議な1日（2020年）
- 映画 プリキュアオールスターズF（2023年）

その他
- 劇場版 テニスの王子様 英国式庭球城決戦!（2011年）
- AURA 〜魔竜院光牙最後の闘い〜（2013年）

### 音楽制作
- サクラ大戦 シリーズ　※テレビアニメ版のみ
- おジャ魔女どれみ シリーズ
- 明日のナージャ
- HUNTER×HUNTER
- 遊☆戯☆王 シリーズ
- プリキュアシリーズ
- アオペラ -aoppella!?-

### DVD発売
- 明日のナージャ
- おジャ魔女どれみ シリーズ（「も〜っと！」以降のみ。無印・「#」はキングレコードから発売）
- プリキュアシリーズ（劇場版のレンタル版のみ東映ビデオが発売元）
- 遊☆戯☆王 シリーズ（「デュエルモンスターズ」以降のテレビ東京にて放送した作品のみ。テレビ朝日版は東映ビデオから発売）
- テニスの王子様 シリーズ
- 探偵学園Q
- 超発明BOYカニパン
- 家庭教師ヒットマンREBORN!
- こてんこてんこ
- 毎日かあさん
- E'S OTHERWISE
- HUNTER×HUNTER（1999年制作のフジテレビ版のみ。2011年制作の日本テレビ版はバップから発売）
- シャーマンキング（2001年制作版のVHSビデオのみ。DVDソフトはキングレコードから発売）
- ドラゴンドライブ（VHSビデオのみ。DVDソフトはバンダイビジュアルから発売）

### 舞台作品
- ミュージカル・テニスの王子様シリーズ
- ミュージカル薄桜鬼シリーズ
- 舞台『弱虫ペダル』シリーズ
- 舞台『K』シリーズ
- 超歌劇『幕末Rock』シリーズ
- 舞台『戦国無双』シリーズ
- 舞台『東京喰種トーキョーグール』シリーズ
- 『美男高校地球防衛部LOVE!活劇!』
- ミュージカル『さよならソルシエ』
- ミュージカル『青春-AOHARU-鉄道』シリーズ
- 『あんさんぶるスターズ!オン・ステージ』シリーズ
- 舞台『刀剣乱舞』シリーズ
- 舞台『ジョーカー・ゲーム』シリーズ
- B-PROJECT on STAGE『OVER the WAVE!』
- 舞台『モブサイコ100』シリーズ
- 舞台『戦刻ナイトブラッド』
- 家庭教師ヒットマンREBORN!the STAGEシリーズ
- ミュージカル『憂国のモリアーティ』シリーズ
- スタンレーの魔女
- PERSONA5 the Stageシリーズ
- 舞台『血界戦線』シリーズ
- ダイヤのA The MUSICAL
- グッド・イブニング・スクール
- 眠れぬ森のオーバード
- ワールドトリガー the Stageシリーズ
- 歌劇『桜蘭高校ホスト部』シリーズ
- 音楽劇『まほろばかなた』
- 『東京カラーソニック!!』the Stage
- 舞台『鋼の錬金術師』
- 『Dancing☆Starプリキュア』The Stageシリーズ
- 演劇【推しの子】2.5次元舞台編
- 舞台『魔道祖師』
- 舞台『日本三國』

### メディアミックス
- FABULOUS NIGHT - Rejetとの共同開発・発売[26]。

## 所属アーティスト
- vistlip
- 七瀬彩夏[27][28]

### 過去に在籍していたアーティスト
- Whoops!! - 坂本真綾と樋口智恵子による音楽ユニット。1999年解散。
- 織田かおり - ティームエンタテインメントへ移籍。
- 加藤和樹 - 2007年にavex traxへ移籍。
- 工藤真由 - 2010年に活動休止。
- 小清水亜美 - コロムビアミュージックエンタテインメントへ移籍。
- 五條真由美 - 日本コロムビアへ移籍。
- 中河内雅貴 - 2010年に活動休止。
- 本田美奈子. - 2003年に活動休止、2005年に死去。

## 連結子会社
- 株式会社ジー・モード - オンラインゲーム開発事業
- 株式会社HONEY PARADE GAMES - オンラインゲーム事業
- 株式会社グルーブシンク - デジタルコンテンツ事業
- Marvelous USA, Inc. - 北米でのオンラインゲーム事業・家庭用ゲームソフト販売事業、「XSEED Games」のブランドで事業を展開する。
- Marvelous Europe Limited - 欧州でのオンラインゲーム事業・家庭用ゲームソフト販売事業

かつて存在したグループ企業
いずれも当社に吸収合併され、法人格が消滅した企業である。
- 現マーベラス傘下
  - 株式会社アートランド - 2015年にマーベラスに吸収合併
  - 株式会社エンタースフィア - 2013年に子会社化、2015年に株式譲渡しグループ離脱、2017年に破産申請
  - 株式会社デルファイサウンド - 2021年に株式譲渡しグループ離脱
  - 旧マーベラスAQL - 現・マーベラスへ商号変更
    - 旧マーベラスエンターテイメント - 2011年にマーベラスAQLに経営統合、以下傘下
      - 株式会社マーベラス音楽出版 - 2007年にマーベラスエンターテイメントに吸収合併
      - 株式会社マーベラスインタラクティブ - 2007年にマーベラスエンターテイメントに吸収合併

    - 旧AQインタラクティブ - 2011年にマーベラスAQLに経営統合、以下傘下
      - 株式会社キャビア - 2011年にAQインタラクティブに吸収合併
      - 株式会社フィールプラス - 2011年にAQインタラクティブに吸収合併
      - 株式会社アートゥーン - 2011年にAQインタラクティブに吸収合併
      - 株式会社マイクロキャビン - 2011年にフィールズに売却
      - 株式会社リンクシンク - 2017年にマーベラスに吸収合併

    - 株式会社ライブウェア - 2011年にマーベラスAQLに経営統合

## 販売委託企業
音楽・映像ソフトのうち、一部直販体制による自社販売を行うものを除き、以下の9社に販売を委託している。
- ソニー・ミュージックソリューションズ
- ハピネット・メディアマーケティング[6][7]
- エイベックス・ミュージック・クリエイティヴ（旧・エイベックス・マーケティング / エイベックス・エンタテインメント→エイベックス・ミュージック・クリエイティヴ〈1代目〉→エイベックス・エンタテインメント）
- NBCユニバーサル・エンターテイメントジャパン
- KADOKAWA（メディアファクトリー）
- ポニーキャニオン
- TCエンタテインメント
- バップ
- アニメイト[8]